# Надежда (Кировская область)
 Надежда  — деревня в Кильмезском районе Кировской области, административный центр Моторского сельского поселения.

## География
Расположена на расстоянии примерно 26 км по прямой на запад-юго-запад от райцентра поселка Кильмезь.

## История
Известна с 1873 году как починок Поташный завод и мельница с 3 дворами и 8 жителями, в 1926 году здесь (мельница Пафнутьевская) было отмечено хозяйств 13 и жителей 41, в 1950 159 жителей. Настоящее название утвердилось с 1939 года.

## Население
Постоянное население составляло 156 человек (русские 68%) в 2002 году, 133 в 2010.